# Country (filme)
Country (br: Minha terra, minha vida - pt: Minha terra querida) é um filme estadunidense de 1984, do gênero drama, dirigido por Richard Pearce.

## Sinopse
Gil Ivy e sua mulher Jewell são fazendeiros. O marido já perdeu a esperança de se tornar próspero, mas sua mulher decide lutar pela família.

## Elenco principal
- Jessica Lange .... Jewell Ivy
- Sam Shepard ....  Gil Ivy
- Wilford Brimley ....  Otis
- Matt Clark ....  Tom McMullen
- Theresa Graham ....  Marlene Ivy
- Levi L. Knebel ....  Carlisle Ivy
- Jim Haynie ....  Arlon Brewer
- Sandra Seacat ....  Louise Brewer
- Alex Harvey ....  Fordyce
- Stephanie-Stacy Poyner ....  Missy Ivy
- Jim Ostercamp ....  cowboy

## Prêmios e indicações
Oscar 1985 (EUA)
- Indicado na categoria de Melhor Atriz (Jessica Lange).

Globo de Ouro 1985 (EUA)
- Indicado na categoria Melhor Atriz de Cinema - Drama (Jessica Lange).